# ASCL1
ASCL1 (англ. Achaete-scute family bHLH transcription factor 1) – білок, який кодується однойменним геном, розташованим у людей на короткому плечі 12-ї хромосоми. Довжина поліпептидного ланцюга білка становить 236 амінокислот, а молекулярна маса — 25 454.
| 10         |  | 20         |  | 30         |  | 40         |  | 50         |
| ---------- |  | ---------- |  | ---------- |  | ---------- |  | ---------- |
| MESSAKMESG |  | GAGQQPQPQP |  | QQPFLPPAAC |  | FFATAAAAAA |  | AAAAAAAQSA |
| QQQQQQQQQQ |  | QQAPQLRPAA |  | DGQPSGGGHK |  | SAPKQVKRQR |  | SSSPELMRCK |
| RRLNFSGFGY |  | SLPQQQPAAV |  | ARRNERERNR |  | VKLVNLGFAT |  | LREHVPNGAA |
| NKKMSKVETL |  | RSAVEYIRAL |  | QQLLDEHDAV |  | SAAFQAGVLS |  | PTISPNYSND |
| LNSMAGSPVS |  | SYSSDEGSYD |  | PLSPEEQELL |  | DFTNWF     |  |            |

A: Аланін

C: Цистеїн

D: Аспарагінова кислота

E: Глутамінова кислота

F: Фенілаланін

G: Гліцин

H: Гістидин

I: Ізолейцин

K: Лізин

L: Лейцин

M: Метіонін

N: Аспарагін

P: Пролін

Q: Глутамін

R: Аргінін

S: Серин

T: Треонін

V: Валін

W: Триптофан

Кодований геном білок за функціями належить до активаторів, білків розвитку. 
Задіяний у таких біологічних процесах, як транскрипція, регуляція транскрипції, диференціація клітин, нейрогенез, ацетилювання. 
Білок має сайт для зв'язування з ДНК. 
Локалізований у ядрі.